# Hjördis Genberg
 (mars 2015).
Hjördis Paulina Genberg née à Kiruna le 10 novembre 1919 et morte le 24 décembre 1997, est une actrice suédoise.

## Biographie
Elle débute comme actrice en 1943.
Elle se marie avec Carl Tersmeden, et divorce 18 mois plus tard.
Elle a été mariée avec David Niven, marié le 14 janvier 1948, jusqu'à la mort de celui-ci, le 29 juillet 1983. Le couple a adopté deux filles.
Elle est décédée le 24 décembre 1997 en Suisse d'un accident vasculaire cérébral. Ne voulant pas être enterrée à côté de David Niven, ses cendres ont été dispersées en Méditerranée.

## Filmographie
- 1943 : Fångad av en röst
- 1943 : Sjätte skottet
- 1944 : 13 stolar
- 1945 : Brita i grosshandlarhuset